# 요시다 지나미
요시다 지나미(일본어: 吉田 知那美, よしだ ちなみ, 1991년 5월 24일~)는 일본의 컬링 선수이다. 2018년 동계 올림픽에서 동메달을 획득한 일본 대표팀의 일원이다. 여동생인 유리카와 함께 로코 솔라레 소속으로 활동하고 있다.